# Masillastega
Masillastega (il cui nome significa "tetto di Messel") è genere estinto di uccello acquatico, appartenente alla famiglia dei sulidi, vissuto nell'Eocene, in quelli che oggi sono i pozzi di Messel, in Germania. Il genere contiene una singola specie, ossia M. rectirostris. Masillastega presenta caratteristiche anatomiche tipiche di un sulide, rendendola la più antica specie della sua famiglia. Rispetto alle sule moderne, presentava un becco proporzionatamente più lungo, e viveva in un ecosistema lacustre, il che fa supporre che in principio tutti i sulidi fossero uccelli che vivevano in laghi e fiumi che, con il tempo, hanno colonizzato gli habitat marini. Questo uccello è conosciuto solo per un cranio, ma basandosi sulle stime di altri sulidi fossili meglio conservati, la sua apertura alare doveva raggiungere i 160 centimetri, rendendolo l'uccello volatore più grande dei pozzi di Messel, nonché uno dei più pesanti.